# Donald Byrd
Donaldson Toussaint´L Ouverture "Donald" Byrd (født 9. december 1932 i Detroit i USA, død 4. februar 2013) var en amerikansk jazztrompetist og pædagog.
Byrd var bebop musiker , men slog senere over i funk og soul genren.
Han indspillede en lang række plader i eget navn på pladeselskabet Blue Note. Han har også spillet og indspillet med Art Blakey, Jackie McLean, Herbie Hancock, John Coltrane, Sonny Rollins, Thelonius Monk og Eric Dolphy.

## Udvalgt Diskografi

### i eget navn
- The Cat Walk
- Royal Flush
- Freeform
- Fuego
- Mustang
- Blackjack
- Slow Drag
- Fancy Free
- Electric Byrd
- Kofi
- Blackbyrd
- Stepping Into Tomorrow
- Places and Spaces

### som sideman
- New Soil – Jackie McLean
- Vertigo – Jackie McLean
- My Point of View – Herbie Hancock
- Lush Life – john Coltrane
- The Believer – John Coltrane
- The Last Train – john Coltrane
- Holiday for Skins vol 1 og 2. – Art Blakey
- Live at Townhall – Thelonius Monk
- Vol 1 – Sonny Rollins